# Мис „Вселена България“
„Мис Вселена България“ е ежегодна национална титла за красота, за неомъжени българки, част от най-престижния телевизионен формат за красота в света „Мис Вселена“. В рамките на конкурса „Мис Свят България“ се определя българската победителка за „Мис Вселена“, „Мис Свят“ и „Мис Гранд Интернешънъл“.
Конкурсът е предназначен за неомъжени жени от 18 до 28-годишна възраст. Титлата се идентифицира с млади български жени с висока културна осведоменост и морални ценности. Освен поддържан външен вид и представително и авторитетно сценично поведение пред публика, ценени качества са липсата на езикови бариери, свободното владеене на английски език, добросъвестното и пристойно поведение. Победителките в конкурса биват разглеждани като достоен пример за подрастващото поколение. За участие в конкурса „Мис Свят България“ участничките не трябва да са участвали в откровени видеа и фотосесии от еротичен характер.

## История
През годините „Мис Вселена България“ се провежда под различни форми в България. Като индивидуален национален конкурс за красота. Също така, победителките от конкурса „Мис България“ и „Мис Свят България“ (победителката или нейната призьорка), биват награждавани с почетното звание. От 2017 година насам, в рамките на конкурса „Мис Свят България“ се излъчва победителката за „Мис Вселена“.

## Носителки на титлата „Мис Вселена България“
| Година | Победител           |
| ------ | ------------------- |
| 2023   | Юлия Павликова      |
| 2022   | Кристина Пламенова  |
| 2021   | Елена Данова        |
| 2020   | Радинела Чушева     |
| 2019   | Лора Асенова        |
| 2018   | Габриела Топалова   |
| 2017   | Мира Симеонова      |
| 2016   | Виолина Анчева      |
| 2015   | Радостина Тодорова  |
| 2014   | Кристина Георгиева  |
| 2013   | Венета Кръстева     |
| 2012   | Жана Янева          |
| 2009   | Елица Любенова      |
| 2007   | Гергана Кочанова    |
| 2006   | Галена Димова       |
| 2005   | Галина Ганчева      |
| 2004   | Ивелина Петрова     |
| 2003   | Елена Тихомирова    |
| 2002   | Елина Георгиева     |
| 2001   | Ивайла Бакалова     |
| 2000   | Магдалина Вълчанова |
| 1997   | Красимира Тодорова  |
| 1996   | Мария Синигерова    |
| 1995   | Бояна Димитрова     |
| 1994   | Невена Маринова     |
| 1993   | Лилия Коева         |
| 1992   | Михаела Николова    |
| 1991   | Кристина Друмева    |